# Gilmar Gutiérrez
Fausto Gilmar Gutiérrez Borbúa (15 de febrero de 1968) es un militar, ingeniero mecánico y político ecuatoriano, presidente del Partido Sociedad Patriótica (PSP), asambleísta y ex diputado por la provincia del Napo. Es hermano del expresidente del Ecuador, Lucio Gutiérrez y excandidato a la presidencia.

## Biografía
Gilmar Gutiérrez nació en Tena Provincia de Napo, Ecuador, el 15 de febrero de 1968, es el hermano menor del expresidente Lucio Gutiérrez.
Realizó sus estudios en la escuela militar "Eloy Alfaro" de la ciudad de Quito en 1986 y en la Escuela Politécnica del Ejército en 1993. Se graduó de ingeniero mecánico en la Facultad de Ingeniería Mecánica y en 1997 estudio durante 2 años en Argentina en la Escuela Superior Técnica "Gral. Nicolas Savio" especializándose en ingeniería de armamento.
Siendo un Oficial del Ejército Ecuatoriano fue retirado con el cargo de Capitán debido a la rebelión militar contra el expresidente Mahuad el 21 de enero de 2000. En 2002 fue elegido diputado por la provincia de Napo. En 2006 fue elegido presidente nacional del Partido Sociedad Patriótica (PSP) y candidato a la presidencia del país, en donde ocupó el tercer lugar de la votación.
En el gobierno de Rafael Correa, fue elegido asambleísta nacional, y se declara ser de oposición al gobierno.